# 1999–2000-es magyar női kosárlabda-bajnokság
Az 1999–2000-es magyar női kosárlabda-bajnokság a hatvanharmadik magyar női kosárlabda-bajnokság volt. Az A csoportban tizenkét csapat indult el, a csapatok két kört játszottak. Az alapszakasz után az 1-8. helyezettek play-off rendszerben játszottak a bajnoki címért, a 9-12. helyezettek pedig play-off rendszerben játszottak a kiesés elkerüléséért.
Az Ikarus KC a bajnokság közben visszalépett, eredményeit törölték. A bajnokság után a Ferencvárosi TC felfüggesztette szakosztálya működését, nem indultak a következő bajnokságban.

## Alapszakasz
| #   | Csapat                              | M  | Gy | V  | K+   | K-   | P  |
| --- | ----------------------------------- | -- | -- | -- | ---- | ---- | -- |
| 1.  | MiZo-Pécsi VSK                      | 20 | 20 | 0  | 1580 | 1080 | 40 |
| 2.  | GYSEV-Ringa Sopron                  | 20 | 15 | 5  | 1491 | 1173 | 35 |
| 3.  | Soproni Postás-Tabán Trafik         | 20 | 15 | 5  | 1373 | 1165 | 35 |
| 4.  | Diósgyőri KSK-BorsodChem            | 20 | 14 | 6  | 1450 | 1299 | 34 |
| 5.  | Ferencvárosi TC-Diego               | 20 | 13 | 7  | 1501 | 1175 | 33 |
| 6.  | Conifec-Petőfi Nyomda-Kecskeméti KC | 20 | 9  | 11 | 1247 | 1289 | 29 |
| 7.  | BSE-ESMA                            | 20 | 8  | 12 | 1277 | 1287 | 28 |
| 8.  | Zala Volán TE                       | 20 | 7  | 13 | 1251 | 1594 | 27 |
| 9.  | KSC Szekszárd                       | 20 | 6  | 14 | 1275 | 1444 | 26 |
| 10. | Szolnoki MÁV-Coop                   | 20 | 3  | 17 | 1115 | 1356 | 23 |
| 11. | OSC                                 | 20 | 0  | 20 | 982  | 1680 | 20 |
| 12. | Ikarus KC                           | -  | -  | -  | -    | -    | -  |

* M: Mérkőzés Gy: Győzelem V: Vereség K+: Dobott kosár K-: Kapott kosár P: Pont

## Rájátszás

### 1–8. helyért
Negyeddöntő: MiZo-Pécsi VSK–Zala Volán TE 107–32, 65–50, 89–42 és GYSEV-Ringa Sopron–BSE-ESMA 66–65, 67–73, 89–58, 68–72, 79–71 és Soproni Postás-Tabán Trafik–Conifec-Petőfi Nyomda-Kecskeméti KC 59–52, 61–49, 79–36 és Diósgyőri KSK-BorsodChem–Ferencvárosi TC-Diego 59–67, 70–79, 70–71
Elődöntő: MiZo-Pécsi VSK–Ferencvárosi TC-Diego 64–49, 56–55, 58–41 és GYSEV-Ringa Sopron–Soproni Postás-Tabán Trafik 55–50, 76–66, 59–49
Döntő: MiZo-Pécsi VSK–GYSEV-Ringa Sopron 73–56, 59–53, 62–52
3. helyért: Soproni Postás-Tabán Trafik–Ferencvárosi TC-Diego 59–54, 70–75, 88–90, 61–76
5–8. helyért: Diósgyőri KSK-BorsodChem–Zala Volán TE 83–57, 72–64 és Conifec-Petőfi Nyomda-Kecskeméti KC–BSE-ESMA 82–63, 78–75
5. helyért*: Conifec-Petőfi Nyomda-Kecskeméti KC–Diósgyőri KSK-BorsodChem 50–66, 62–83
7. helyért*: Zala Volán TE–BSE-ESMA 65–100, 58–75

### 9–11. helyért
9–11. helyért: Szolnoki MÁV-Coop–OSC 74–66, 62–75, 74–54, 51–41
9. helyért*: Szolnoki MÁV-Coop–KSC Szekszárd 68–81, 67–68
Megjegyzés: A *-gal jelzett párharcokat kuparendszerben (oda-visszavágó) rendezték.